# ناحیه گالیسیا

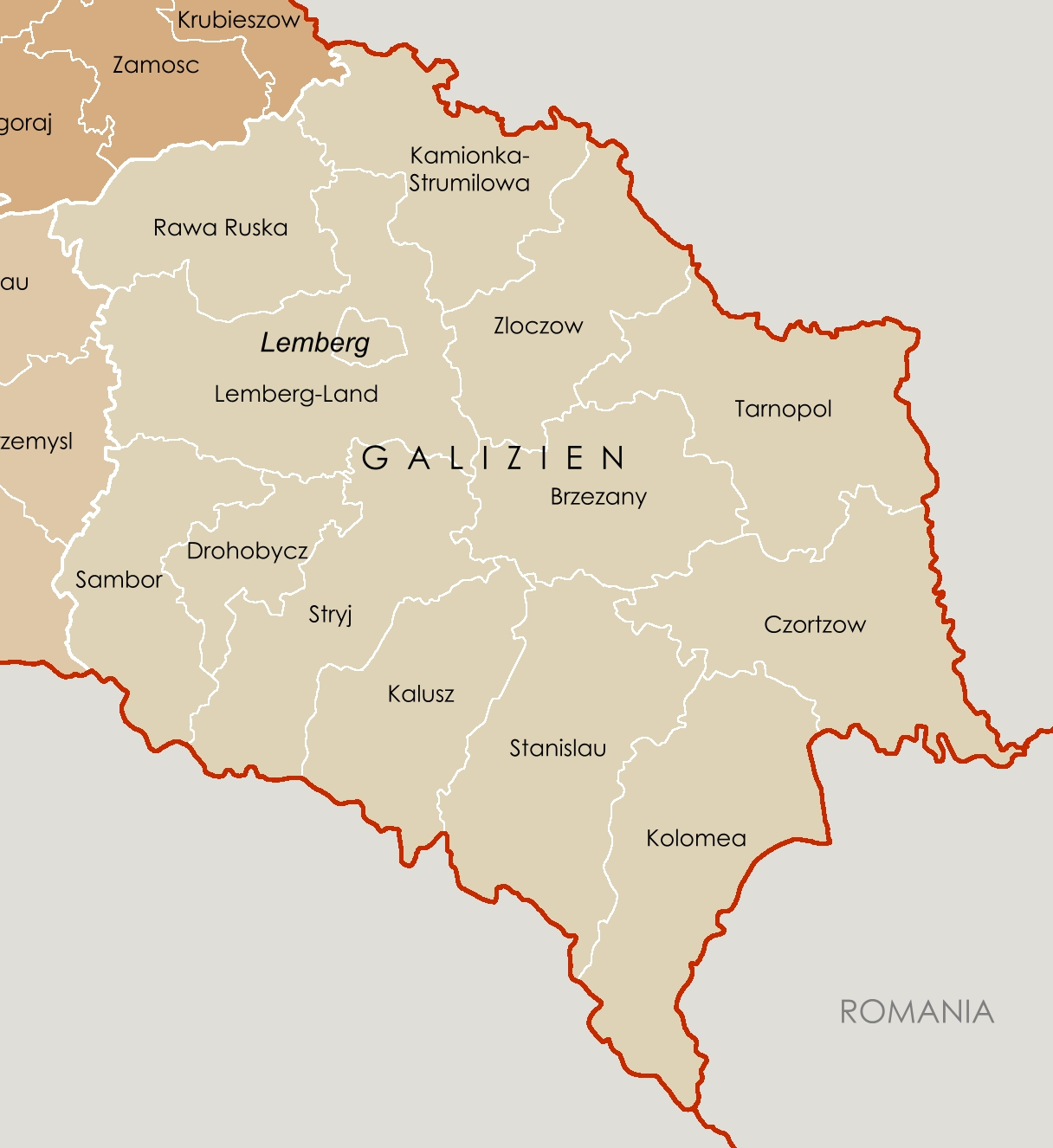
تقسیم اداری ناحیه

ناحیه گالیسیا ( آلمانی: Distrikt Galizien  , (به لهستانی: Dystrykt Galicja)   ، اوکراینی: Дистрикт Галичина   ) یک جنگ جهانی بود واحد اداری دوم دولت عمومی توسط آلمان نازی در 1 آگوست 1941 پس از شروع عملیات بارباروسا ایجاد شد که به طور محدود در مرزهای شاهزاده باستانی گالیسیا و پادشاهی جدیدتر گالیسیا و لودومریا مستقر بود. در ابتدا، در جریان تهاجم آلمان و اتحاد جماهیر شوروی به لهستان ، این سرزمین به طور موقت در سال 1939 به عنوان بخشی از اوکراین شوروی تحت اشغال شوروی قرار گرفت.
آدولف هیتلر پایتختی را در لمبرگ ( Lviv ) تشکیل داد (سند شماره 1997-PS در 17 ژوئیه 1941)، و این منطقه از سال 1941 تا 1944 وجود داشت. پس از ضد حمله شوروی دیگر وجود نداشت.
ناحیه گلاسیا سرزمینی بود که پس از تقسیم لهستان میان آلمان نازی و شوروی در قرارداد مولوتف-ریبنتروپ بخشی از اوکراین شوروی گشت، اما در سال ۱۹۴۱ وند هفته پس از عملیات بارباروسا، به پنجمین بخش دولت عمومی لهستان در کنار بخش های وَرشو،کِراکوف،لوبلین و رادوم بدل گشت، مرکزیت بخش گلاسیا شهر لویو بود که در آلمانی آن را لِمْبِرگ میخواندند.
1. ↑  Arne Bewersdorf. "Hans-Adolf Asbach. Eine Nachkriegskarriere" (PDF). Band 19 Essay 5 (به آلمانی). Demokratische Geschichte. pp. 1–42. Retrieved June 26, 2013.